# Clausius olikhet
Det finns två former av Clausius olikhet. Olikheterna är en formulering av termodynamikens andra huvudsats.
1. För ett system som har omgivning med konstant temperatur T0
{\displaystyle \Delta S-{Q \over T_{0}}\geq 0}
där Q är den tillförda värmemängden.
2. För ett system som har omgivning med konstant temperatur T0 och konstant tryck P0
{\displaystyle \Delta S-{\frac {\Delta E+P_{0}\Delta V}{T_{0}}}\geq 0},
där (-P0V) är det arbete som utträttas på systemet. ΔE är förändringen av systemets interna energi. 
3. För ett system med godtycklig förändring av omgivningen
TΔS ≥ ΔE - W
där W är det arbete som uträttas på systemet (fall 1 motsvarar W = 0 och fall 2 W = -P0V) och ΔE är förändringen av systemets interna energi.